# جاون فاستر
جاون فاستر (انگلیسی: Jon Foster؛ زادهٔ ۳ اوت ۱۹۸۴) هنرپیشه اهل ایالات متحده آمریکا است. وی از سال ۱۹۹۹ میلادی تاکنون مشغول فعالیت بوده‌است.
از فیلم‌هایی که وی در آن نقش داشته است، می‌توان به سَـندیتون، زنده بمان، ثروت بادآورده، در زیرزمین و لطافت اشاره کرد.